# Educació social
L'educació social és la ciència que ensenya a preparar els individus per la vida social i a intervenir educativament en algunes circumstàncies socials especialment conflictives per la qualitat bàsica de la vida humana de certs grups. Aquella que té el propòsit d'aconseguir un aprenentatge social que, partint de les condicions d'inserció dels participants, englobi el procés de confrontació amb les situacions quotidianes, conflictives o vitals, així com els resultats en persones adolescents i adultes. L'educació social està basada en la Declaració dels Drets Humans de l'ONU i disposa de la integritat i valor de qualsevol ésser humà, amb independència de raça, sexe, edat, creences i estatus socials, econòmic i intel·lectual, fent possible la incorporació de la persona en l'educació a la diversitat de les xarxes socials, entesa com en desenvolupament de la sociabilitat i la circulació social i la promoció cultural i social, entesa com una oberta a noves possibilitats de l'adquisició dels béns culturals, que ampliïn les perspectives educatives, laborals, d'oci i participació social.

## Introducció
Tradicionalment, la definició de l'educació social històricament s'ha plantejat en tres perspectives diferents:
1. Atenent als àmbits de treball de l'educador social o a col·lectius amb els quals es dirigeix la seva actuació (educació de persones adultes, educació no formal, etc.)
2. Atenent a les finalitats que es persegueixen amb l'acció socioeducativa.
3. És la resposta educativa als reptes emergents de la societat i també els problemes persistents al llarg del temps. Proporciona respostes educatives a les persones més vulnerables i sobretot, ha de saber acompanyar a aquestes persones, promoure el millor d'elles i potenciar transformacions positives en les seves vides i en els seus entorns.[2]

L'Associació Estatal d'Educació Social (ASEDES), intentant superar aquesta fragmentació, defineix l'educació social des d'un doble eix:
1. Com un dret de la ciutadania
2. Com una professió de caràcter pedagògic

Així, s'entendria l'educació social com el dret de la ciutadania amb què es concreta en el reconeixement d'una professió de caràcter pedagògic, generadora de contextos educatius, d'accions mediadores i formatives que són d'àmbit de competència professional de l'educador social, fent possible:
- La incorporació de la persona en l'educació a la diversitat de les xarxes socials, entesa com en desenvolupament de la sociabilitat i la circulació social.
- La promoció cultural i social, entesa com una oberta a noves possibilitats de l'adquisició dels béns culturals, que ampliïn les perspectives educatives, laborals, d'oci i participació social.

Petrus (1997) considera que són dues de les característiques distintives de l'educació social: per una banda, el seu àmbit social (el seu camp d'intervenció el constituirà l'espai sociocomunitari) i, per l'altre, el seu caràcter pedagògic.
Quintana (1997), per a la seva banda, parla de tres maneres d'entendre l'educació social:
1. L'educació social com a manera primordial i fins i tot exclusiva de l'educació, que acapara l'essència i la finalitat de la tasca educativa, entenent que aquesta es redueix a socialitzar perfectament l'individu.
2. L'educació social com un aspecte important de l'educació general, juntament amb altres als que igualment s'han d'atendre: el seu objectiu és la socialització de l'individu, tot i que vista com un medi de perfeccionament integral
3. L'educació social com una manera pedagògica del treball social, atenent els problemes de la marginació o de carències vitals o socials en què es troben diferents persones i/o col·lectius.

Aquest últim aspecte seria cap on es trobaria enfocada la diplomatura universitària d'educació social a l'estat espanyol, posant l'accent especialment a la intervenció amb persones o col·lectius en situació d'exclusió o marginació social. Quintana (1997) ressalta la importància de no deixar de banda la segona manera d'entendre l'educació social, en el sentit que l'educació general la de rebre tot individu.

## Finalitats de l'educació social
Ayerbe (2000) entén que les finalitats que exerceix l'educació social varien en funció de múltiples variables, entre les quals es trobarien les necessitats ateses, la ubicació institucional, l'encàrrec rebut, l'edat dels subjectes amb què es treballa, etc., però, seguint a Múgica (1991), cita les següents com les principals funcions de l'educació social:
- Informar a la població en general de les prestacions i característiques dels serveis, centres i professionals que treballen amb els subjectes de la intervenció educativa.
- Observar contextos, actituds i comportaments i, detectar subjectes i grups que es troben en situació de risc o inadaptació.
- Contactar amb els subjectes de la intervenció i recopilar informació sobre els seus problemes, relacions, etc., per a poder adequar la intervenció a la realitat i moment que els subjectes travessen.
- Planificar, programar i implementar una intervenció educativa a fi de promoure objectius que potenciïn una progressiva maduració, una major inserció social, una millor qualitat de vida dels subjectes.
- Assolir una integració crítica dels subjectes en la realitat social, promovent per a això la reflexió, el coneixement dels límits i possibilitats, l'estudi d'alternatives i recerca de solucions, compartint moments i activitats amb els subjectes de la intervenció.
- Implicar als contextos socials que emboliquen al subjecte o grup en el procés educatiu, en les respostes a les necessitats i problemes que plantegen, considerant per a això al subjecte i a la comunitat com agents actius de canvi, potenciant els recursos dels quals es disposa.
- Coordinar el treball amb el d'altres professionals que treballen directament o indirecta amb els subjectes i amb els recursos comunitaris, utilitzant-los i participant en la recerca d'alternatives.
- Intervenir entre els subjectes de la intervenció i les institucions, facilitant l'accés normalitzat als recursos (escolars, socials, laborals, etc.)
- Possibilitar alternatives aportant recursos en aquells aspectes en què el subjecte sigui més deficitari.
- Dinamitzar les relacions de convivència: promoure-les, reforçar-les i potenciar els seus aspectes positius.

## Revisió històrica
Cap al 1960, la història de l'educació va deixar de banda l'ascendència filosòfica de la història de la pedagogia i va deixar pas a una història de l'educació que, renunciant expressament els continguts filosoficopedagògics, va adoptar els mètodes de la història -de "la nova història" per ser més exactes- que s'havien nodrit de la renovació que va produir l'escola dels Annales, a partir dels anys trenta. Si fins llavors la història de l'educació s'havia distingit per la seva dimensió legitimadora, a partir de llavors va adquirir una dimensió crítica sota la influència de la història social.
A Espanya aquests corrents nous no van penetrar fins a la dècada dels anys seixanta, una mica després que Vicens Vives assistís al IX Congrés Internacional de Ciències històriques feta a París el 1950. De fet, els mètodes i interessos temàtics que va desenvolupar l'escola dels Annales ja germinaven en els primers estudis de Vicens Vives, que, desgraciadament, es va allunyar de la història cultural, la qual només va ser conreada amb èxit – en aquells anys de franquisme- per José Antonio Maravall i Miquel Batllori. En qualsevol cas, va ser Jaume Vicens Vives qui va renovar la historiografia espanyola moderna – econòmica, social i política- amb la publicació el 1958 del llibre Industrials i polítics del segle xix, obra que va servir de punt de partida per a formar tota una generació nova d'historiadors generalistes i econòmics (Nadal, Fontana, Anés, Tortella, etc.) que ha influït en l'últim terç del segle xx.
Si la història de la pedagogia, es va construir amb el suport de la filosofia, la història de l'educació a estat una disciplina que es va articular segons els tòpics que emergien de la història general, amb la qual cosa actualment la majoria d'especialistes la consideren una història sectorial dins de les anomenades ciències històriques.
Anys més tard, la problemàtica no semblava resolta, de manera que el professor Ricardo Nasiff i va tornar per distingir entre la història de l'educació i la història de la pedagogia. Des d'aquest punt de vista, la història de l'educació se centraria en l'evolució de l'educació com a tasca desenvolupada per individus i institucions, en un marc social, econòmic i polític determinat a través d'una sèrie de processos susceptibles de ser historiats; mentre que la història de la pedagogia se centraria en el pla teòric, i estudiaria l'evolució de les idees, teories i doctrines pedagògiques proposades al llarg del temps.
D'aquesta manera es va obrir una divisió taxativa – a vegades un autèntic hiatus- entre la història de l'educació i la història de la pedagogia que va ser defensada – en el seu moment- per Rufino Blanco i el pare Ruiz Amado. Ara bé, aquesta separació – que a la llarga s'ha acostumat i instal·lat d'una manera gairebé definitiva amb els nostres àmbits universitaris- no era del tot desitjable, ni recomanable. No va ser per casualitat que la mateixa professora Galino va constatar que "una división que parecia impecable desde el punto de vista de los conceptos no puede mantenerse de hecho en toda su pureza lògica poque supone un falseamiento o almenos un empequeñazimiento de la compleja realidad objeto de nuestro estudio". En una línia d'argumentació semblant es manifestava la professora Guitiérrez Zuluaga, que declarava, en aquell temps, que "la Historia de la Educación se ocupa del fenómeno pedagógico, de la teoria educativa, però sin desligar demasiado estos polos de su extinsión, por que toda separación radical entre el estudio del echo pedagógico y los principios teóricos que los inspiran, mutila la comprensión integral del problema".
A partir dels anys 80, l'educació social va començar a experimentar una tremenda expansió. Aquesta expansió es va veure motivada per multitud de factors, que no sempre responien directament a aspectes pedagògics, i entre els quals es trobarien l'aparició de noves polítiques socials, la modificació del mateix context social, etc. En definitiva, sembla que l'eclosió de l'educació social, almenys en el que a l'àmbit català es refereix, va ser possible "[…] gràcies a la irrupció de la democràcia i a les noves formes de l'estat del benestar, a l'increment dels sectors de població marginal i, principalment, a la consciència de responsabilitat enfront dels nous problemes derivats de la convivència" (Petrus, 1997). Una dècada més tard, el reconeixement de l'educació social com a diplomatura universitària seria recollit en el Reial decret 1420/1991, de 30 d'agost.
L'Associació Internacional d'Educadors de la Joventut en Dificultat (AIEJI), París, Ginebra, 1995) va acceptar la definició d'educador especialitzat/social següent: S'entén la persona que, després d'una formació específica, afavoreix, mitjançant mètodes i tècniques pedagògiques, psicològiques i socials, el desenvolupament personal, la maduració social i l'autonomia de les persones joves o adultes incapacitades desadaptades o en perill de ser-ho. L'educador/a comparteix amb les esmentades persones les diferents situacions espontànies o provades de la vida quotidiana, sigui dins les institucions residencials o de serveis, sigui en l'ambient natural de la vida a través de l'acció contínua i conjunta amb la persona o amb l'ambient.

## La intervenció socioeducativa
La intervenció socioeducativa és entesa, en general, com el conjunt d'actuacions, de caràcter motivacional, pedagògic, metodològic, d'avaluació, etc. que es desenvolupen per part dels agents d'intervenció, bé siguin institucionals o personals, per a dur a terme un programa prèviament programat, i l'objectiu del qual és intentar que les persones o grup amb els quals s'intervé abast, en cada cas, els objectius proposats en dit programa.

### Intervenció de l'educador social en l'àmbit de l'atenció a la infància i la protecció de menors
Intervenció de l'educador social en l'àmbit de l'atenció a la infància i la protecció de menors: la professionalització dels serveis socials ha possibilitat la presència de l'educador social. Aquest intervé, des de la seva especificitat professional, en totes aquelles qüestions que fan referència a les famílies i a la seva capacitat d'atendre i educar els fills i en les necessitats socioeducatives d'aquest. A més l'actual conceptualització d'aquesta intervenció està fomentada en el reconeixement de les potencialitats de les persones per solucionar les seves dificultats, sempre que puguin disposar d'un entorn o no es faciliti el desplegament d'aquestes potencialitats i se'ls ajudi en aquest procés de millora. En aquest sentit, l'educador social intervé amb els pares establint una relació d'ajuda perquè siguin ells mateixos els que puguin fer-se càrrec dels fills, reforçant les competències personals, parentals i familiars. Solament en darrer terme haurà d'invalidar i substituir la seva presència, quan s'hagi valorat que aquesta perjudica greument els fills.
L'educador ha de saber que la seva intervenció socioeducativa, tot i situar-se en l'àmbit dels serveis socials, està condicionada pel marc normatiu i legislatiu esmentat (el qual haurà de conèixer) i que, en la majoria dels casos, determinarà el fet que la seva intervenció es doni sense cap demanda d'ajuda per part dels pares. Haurà de tenir present que aquest fet provoca un qüestionament de l'actuació paterna i comporta, la majoria de les vegades, un sentiment de culpa que dificulta molt l'establiment d'aquesta intervenció d'ajuda. La relació és viscuda pels pares com un control i càstig més que com una ajuda i les possibilitats de canvi en aquest context són costoses.
Cal assenyalar que la intervenció també serà condicionada per altres variables externes que l'emmarcaran i referenciaran, més enllà de les necessitats socioeducatives especifiques de les famílies i dels infants que atén Algunes d'aquestes variables són la situació del servei dins la xarxa, l'encàrrec que rep, els usuaris, el treball en equip pluridisciplinari, els recursos de què disposa, les intervencions prèvies i les que ja s'estan duent a terme, entre d'altres. La majoria d'aquestes variables tenen a veure amb el mateix sistema de protecció, el qual determina la conveniència de tenir clar que la intervenció de l'educador és solament una part del sistema, l'efectivitat del qual depèn del fet que totes les parts es tinguin en compte i funcionin coordinadament.
En aquest sentit, el sistema està dissenyat per realitzar un treball en xarxa, tenint presents les actuacions dels diferents serveis que intervenen per no duplicar-les i coordinant les diferents intervencions per treballar tots, des de la mateixa especificitat, amb els mateixos objectius. Facilita aquest fet tenir present que els objectius queden delimitats i prioritzats per llei: 
1. Ajudar les famílies perquè puguin atendre els fills de manera adequada.
2. Si s'ha detectat risc, desatenció o maltractament, atendre o protegir els menors mentre s'ajuda la família, perquè desaparegui la situació i els pares siguin capaços de tenir cura dels seus fills i d'educar-los, amb les garanties necessàries per al seu creixement com a persones.
3. Si això no es pot aconseguir en un termini relativament curt de temps, desestimar la família biològica i oferir a l'infant un nou marc familiar on pugui créixer i desenvolupar-se correctament.[6]

## Planificació en la intervenció socioeducativa
El terme planificació fa referència a l'elaboració d'un pla, d'un projecte o un programa d'acció. Nosaltres entenem que planificar és un procés d'organització i preparació que permet adoptar decisions sobre la forma més convenient d'assolir una sèrie d'objectius proposats.
Cal tenir present que planificar implica organitzar i coordinar; en una planificació està present la idea de decidir per anticipat pel qual es va a fer, i també està present l'establiment d'actuacions per a aconseguir uns determinats objectius.
Gairín (1996), en lloc de definir el terme planificació, prefereix enumerar els trets que la caracteritzen, i que són: és una anticipació de futur, integra actuacions que afectin diferents sectors de la societat, és un procés continu i unitari, té un sentit de provisionalitat, porta amb si necessàriament la presa de decisions que són successives, però interdependents, i la complexitat de les situacions exigeix que els processos de planificar siguin el més intel·ligents possibles.

### Principis
Amb caràcter general, la planificació de la intervenció socioeducativa, ha de guiar-se per una sèrie de principis, que són els següents:
- Principi de racionalitat. El planificador cal que tingui un coneixement previ basat en bases científiques de la realitat de l'àmbit i de les persones a les quals anirà destinada la intervenció.

- Principi de globalitat. S'han d'incloure en el programa el major nombre possible de variables que intervinguin directament o indirecta en els plantejaments d'aquest.

- Principi de continuïtat. Tots els elements que componen el programa d'intervenció socioeducativa han de ser aplicats de forma contínua i sistemàtica.

- Principi de seqüenciació. Tots els elements han d'estar interrelacionats.

- Principi d'univocitat. La redacció del programa ha de fer-se de manera que tots els termes utilitzats puguin ser entesos en el mateix sentit.

- Principi de comprensibilitat semàntica. Tots els termes utilitzats en la redacció d'un programa han de ser fàcilment comprensibles per tots.

- Principi de flexibilitat. La planificació cal que sigui flexible, permetent la introducció de quantes modificacions siguin necessàries, i en qualsevol moment del procés.

- Principi de varietat. L'equip planificador haurà de ser creatiu i original en l'elaboració.

- Principi de realisme. L'elaboració del programa ha de partir d'una anàlisi prèvia i recolzat sòlidament en la realitat de l'àmbit en el qual s'ha d'aplicar.

- Principi de participació. A l'equip planificador se li demana d'estar obert a la participació d'altres persones o entitats.

### Nivells
Perquè la planificació sigui eficaç, ha de tenir diferents nivells i amb diferents enfocaments:
En primer lloc, s'ha de reflexionar sobre la filosofia del programa i planificar aspectes com els criteris generals d'intervenció, estratègies d'acció i tipus de procés.
En segon lloc, ha de planificar-se la forma d'obtenir les dades necessàries sobre l'àmbit d'intervenció: composició demogràfica de l'àmbit, estructura socioeconòmica i actituds de les persones implicades.
En tercer lloc, és necessari planificar les metes o objectius a aconseguir, tenint en compte que han de ser realistes i ajustats a les necessitats de les persones sobre les quals es realitzarà la intervenció. Caldrà planificar: l'ajust dels objectius a la realitat socioeducativa, l'adequació a les necessitats i la priorització en la seva consecució. La fixació adient de finalitats és molt important, ja que són els quals ho defineixen, orienten i donen sentit a un programa d'intervenció. Els objectius poden ser generals o específics, entenent per objectiu específic l'encreuament d'un objectiu general amb una situació específica. La seva fixació ha de respondre a una sèrie de criteris: han de representar els efectes de l'acció, han de ser assolibles, limitats en el temps, unidimensionals (referits només a un problema específic), clars, comprensibles i inequívocs. Hem de tenir en compte que la formulació de l'objectiu defineix què és el que es pretén assolir en el programa d'intervenció.
En quart lloc, cal planificar els recursos disponibles: recursos humans, materials, localització espacial d'aquests… Per a Ander-Egg (2000) la planificació d'un programa d'intervenció socioeducativa s'han de considerar els següents elements:
- Naturalesa del programa: què es vol fer.

- Origen i fonament: per què es vol fer.

- Objectius: per a què es vol fer.

- Metes: quant es vol fer.

- Localització física: on es vol fer.

- Metodologia: com es vol fer.

- Recursos humans: qui ho van a fer.

- Recursos materials: amb què es va a fer.

- Recursos financers: amb què es pagarà.

- Avaluació: quins seran els criteris d'avaluació.

Cal tenir present que a l'estat espanyol la intervenció socioeducativa està participada per institucions públiques i privades, amb un grau considerable de descentralització, ja que les competències es troben repartides entre l'Estat, les Comunitats autònomes i els ens locals.
Administració de l'Estat: assumeix les competències de la planificació en tot el territori nacional, la coordinació de recursos i la tutela d'algunes institucions públiques i de les privades.
Comunitats autònomes: a l'assumir la pràctica de la totalitat de les competències en aquest àmbit, han adquirit capacitat normativa, per la qual cosa les normes emanades de cadascuna d'elles són diferents. Dissenyen programes d'intervenció d'acord amb la seva realitat socioeducativa i segons les seves necessitats.
Ajuntaments: són les entitats més properes al ciutadà i tenen com missió organitzar tant els recursos que disposen, com els que els proporcionen les comunitats autònomes en el seu territori.
Els programes d'intervenció socioeducativa són dissenyats i planificats generalment des de les comunitats autònomes al costat dels ajuntaments implicats, i serveixen de marc de referència i actuació per a qualsevol intervenció i en qualsevol àmbit d'aplicació. La intervenció socioeducativa necessita concretar-se en el cos d'un programa d'intervenció socioeducativa amb la finalitat que la seva actuació arribi als seus destinataris en la forma prevista.

### Fases
Esquema del disseny i planificació d'un programa d'intervenció socioeducativa:
Fase inicial:
1.- Determinació i selecció del cas.
2.- Determinació de necessitats.
3.- Obtenció i selecció de dades.
4.- Fixació d'objectius.
Fase d'execució:
1.- Punt de partida.
2.- Disseny del programa: Objectius, Mitjans i recursos, Estratègies i Temporització.
3.- Aplicació del programa.
Fase de valoració:
1.- Avaluació del programa.
2.- Conclusions finals.
3.- Elaboració de l'informe.
La fase inicial o de preparació tracta d'analitzar de forma sistemàtica i rigorosa la realitat social o l'àmbit d'intervenció amb la finalitat de conèixer aquesta realitat de la manera més completa possible. És la fase diagnòstica de la planificació, en aquesta s'estudia la naturalesa i característiques de l'àmbit en el qual es realitzarà la intervenció socioeducativa, es documenta el cas, s'intenta conèixer les necessitats existents, s'obtenen les dades prèvies necessàries i es fixen els objectius.
La fase d'execució és la més important. Amb totes les dades disponibles i una vegada fixats els objectius, es tracta d'establir un punt de partida, dissenyar el programa pròpiament dit i posar-ho en pràctica. El disseny i elaboració del programa haurà de comprendre:
- Els objectius ja fixats.

- Els mitjans i recursos disponibles per a assolir-los: instal·lacions, immobles, personal, pressupost per a l'adquisició i manteniment d'aquests mitjans, disponibilitat pressupostària per a l'ajuda econòmica a famílies, condicions d'ús d'aquests mitjans, procediments de gestió d'aquests, responsables directes…
- Les estratègies d'acció establertes, en funció dels elements anteriors: actuacions en classes, en tallers, nombre de sessions, mètode de treball…
- Una temporització de les actuacions: calendari, horaris, nombre d'actuacions per grup o taller…

Les opinions dels agents d'intervenció estaran condicionades en cada moment per determinats factors, alguns d'ells imprevists, que els portaran a adoptar decisions en cada cas, en funció de cada moment i realitat. És necessari reiterar la necessitat que en l'elaboració del programa participin els diferents professionals d'un equip multidisciplinari.
La fase de valoració consisteix a avaluar el programa i la seva aplicació, tant els seus components com els resultats de l'aplicació d'aquest, per a arribar a unes conclusions finals que hauran de ser reflectides en el corresponent informe d'avaluació.

## Àmbits d'intervenció
L'educació social abasta un ampli ventall d'àmbits d'intervenció entre els quals, seguint a Petrus (1997) cabria destacar:
1. Educació social especialitzada
2. Animació sociocultural i Educació en el temps lliure
3. Educació de persones adultes Paulo Freire és una rellevant figura dintre de l'àmbit de l'educació de persones adultes
4. Acció i intervenció comunitàries.

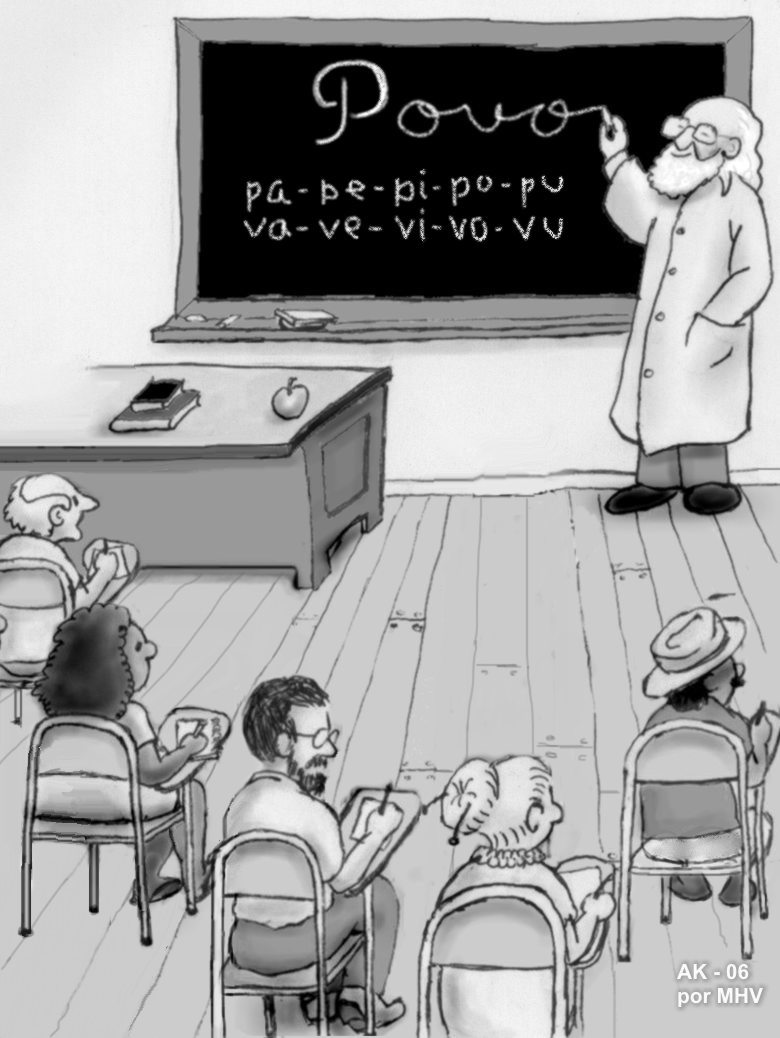
Paulo Freire és una rellevant figura dintre de l'àmbit de l'educació de persones adultes

5. Interculturalitat i educació no formal
6. Educació ambiental
7. Intervenció en tercera edat
8. Intervenció en drogodependències

A continuació es descriuen breument els esmentats àmbits tractant de definir quina és la labor i funcions de l'educador social en aquests.

### Educació social especialitzada
Fa referència a la intervenció de l'educador en necessitats educatives especials, això és, a la intervenció socioeducativa amb persones que de forma temporal o permanent necessiten un suport pedagògic per a continuar amb el seu aprenentatge. Aquestes NEE poden estar relacionades amb una discapacitat (sigui aquesta física o psíquica) o amb conflictes afectivoemocionals, sociofamiliars o altres casos d'inadaptació pels quals pugui estar passant el subjecte.

### Animació sociocultural i educació en el temps lliure
Hi ha molts serveis on pot intervenir l'educador social (centres de dia, centres cívics…) La figura de l'animador sociocultural no només serà la d'"animador" entès com a festes, taboles, etc. sinó que haurà de ser un professional que pugui fonamentar, planificar, executar i avaluar un projecte pedagògic envers el col·lectiu que es vagi a treballar.
Es tendeix a pensar que l'animador és el "pallasso" de les festes, quan realment l'animador sociocultural o monitor d'oci i temps lliure, per regla general, són sempre educadors socials i no mers individus amb la capacitat de fer somriure i ballar a la gent amb la qual treballa. La figura d'aquesta persona és de dinamitzadora

### Educació de persones adultes
Paulo Freire constitueix una figura de gran rellevància en l'àmbit de l'educació de persones adultes per les seves aportacions als processos d'alfabetització de les persones adultes. L'educació de persones adultes és un dels àmbits de l'educació social i d'altres professionals.

### Acció i intervenció comunitàries
L'educador social dintre de la seva comunitat i en unes altres, ha de convertir-se si no en el líder del treball comunitari, en el guia dels treballs dels estudiants de la seva escola, col·legi o universitat. És l'eix que mou totes les estructures socials, organitza i coordina la cooperació de la comunitat i assoleix el treball comunitari.

### Interculturalitat i educació no formal
En aquest àmbit l'educador social pot ajudar a la inclusió d'aquestes persones. Pot ensenyar-los l'idioma o fer de mediador cultural.

### Educació ambiental
L'educador social ha de conèixer que la naturalesa, com medi ambient, és la base de l'existència de tot ésser viu i des del punt de vista educatiu, transmetrà la cura i la protecció a tot el que ens envolta. La utilització racional dels recursos naturals. La seva labor ha d'estar obstinada en el coneixement dels recursos, la seva utilització i el respecte a la naturalesa.

### Intervenció en tercera edat
La diversitat que es manifesta en els equipaments proporcionats a les persones de la tercera edat fa que l'educador hagi d'assumir el repte de donar respostes a nombroses necessitats. Per això, el professional ha d'aportar models d'intervenció que dinamitzin els centres existents, potenciar l'autogestió de les persones grans usuàries d'aquests equipaments i dinamitzar les juntes permanents que realitzen la gestió; ha de ser capaç de planificar, coordinar i avaluar.

### Intervenció en drogodependències
La intervenció socioeducativa en drogodependències té lloc al llarg de tres moments bé diferenciats que podrien classificar-se atenent a les diferents estratègies de prevenció. Seguint a Arza (2002):
1. Prevenció primària: La intervenció té lloc abans que es produeixi el consum. El seu objectiu principal seria la d'impedir o retardar l'aparició de l'ús de drogues. En general el col·lectiu al qual es dirigeix la intervenció en aquest moment és aquell que per la seva edat o context, es troba molt allunyat de les seves vivències quotidianes el consum de drogues.
2. Prevenció secundària: La intervenció té lloc quan ja s'han produït els primers contactes amb el consum de drogues. L'objectiu fonamental seria evitar la instauració d'un ús problemàtic.
3. Prevenció terciària o Reducció de Danys: Es refereix a aquelles estratègies d'intervenció que, una vegada instaurat el consum problemàtic de drogues, tracten d'impedir que la situació s'agreugi i persegueixen la disminució dels riscos associats al consum (contagi de malalties infeccioses tals com el VIH o l'hepatitis, risc de sobredosis, etc.). Aquest tipus d'estratègies van començar a desenvolupar-se en els anys 1980, especialment en relació amb el consum de drogues (especialment d'heroïna) per via parenteral.

L'abordatge del fenomen de les drogodependències ha sofert també una evolució al llarg del temps convertint-se el model biopsicosocial

## Codi deontològic
El codi deontològic de l'educador social va ser redactat el 30 de novembre de 2002 per la Junta de Govern d'ASEDES fonamentant-se en la Constitució Espanyola, la Declaració Universal dels Drets Humans, la Convenció Europea per a la Salvaguarda dels Drets de les Persones, la Carta Social Europea, i en la Convenció sobre els Drets dels Nens anunciats en la Carta dels Drets Fonamentals de la Unió Europea.
El codi deontològic de l'educador social s'estableix com un "conjunt de normes que orienten l'acció i conducta professional, que ajuden a l'educador i a l'educadora en l'exercici de la seva professió i milloren la qualitat del treball que s'ofereix a la ciutadania" (ASEDES, 2002). En ell queden recollits els deu principis deontològics generals així com els articles que estableixen quin ha de ser el paper de l'educador social en relació amb:
- La seva professió
- Els subjectes de l'acció socioeducativa
- L'equip de treball
- La institució en la qual l'educador desenvolupa el seu treball
- La societat en general

### Competències transversals[5]
Són les que permeten a l'educador/a donar compte de la seva responsabilitat en l'encàrrec social i/o institucional assumit, envers altres professionals i envers ell/a mateix/a. En són cinc.
- Competència comunicativa.
- Competència relacional.
- Capacitat d'anàlisi i de síntesi.
- Capacitat criticoreflexiva.
- Competència per la selecció i la gestió del coneixement i la informació.

### Principis deontològics generals
1. Principi de la professionalitat
2. Principi de l'acció socioeducativa
3. Principi de justícia social
4. Principi de la informació responsable i de la confidencialitat
5. Principi de la formació permanent
6. Principi de la solidaritat professional
7. Principi de respecte als subjectes de l'acció socioeducativa
8. Principi de la coherència institucional
9. Principi de la participació comunitària
10. Principi de complementarietat de funcions i coordinació

### Animació sociocultural i educació en el temps lliure
- Animació sociocultural
- Tècnic superior en animació sociocultural

### Educació de persones adultes
- Paulo Freire
- Pedagogia crítica

### Drogodependències
- Comunitat terapèutica